# Tzára
Tzára är en ort i Grekland.   Den ligger i prefekturen Nomós Prevézis och regionen Epirus, i den västra delen av landet, 300 km nordväst om huvudstaden Aten. Tzára ligger 44 meter över havet och antalet invånare är 105.
Terrängen runt Tzára är kuperad åt sydväst, men åt nordost är den bergig. Runt Tzára är det ganska glesbefolkat, med 36 invånare per kvadratkilometer. Närmaste större samhälle är Paramythiá, 19,5 km norr om Tzára. Trakten runt Tzára består till största delen av jordbruksmark.